# De Magiër Ontwaakt
De Magiër Ontwaakt (Oorspronkelijke titel: The Awakened Mage) is het tweede en laatste deel in het tweeluik Koningsmaker, Koningsbreker van de Australische schrijfster Karen Miller.

## Plot
Koning Gar is nu in het bezit van de Weermagie en is in staat om zijn vijanden op afstand te houden, terwijl Asher de machtigste Olken in de geschiedenis van Lur wordt. Voor hem lijkt vrede te zijn bereikt. 
Maar de duistere Morg ligt op de loer en maakt zich klaar om de fragiele balans tussen Olken en Doranen te verbrijzelen. Zonder dat ze dit willen moeten koning Gar en hij het opnemen tegen Morg om het koninkrijk te redden.